# Букова-Поляна
Букова-Поляна (болг. Букова поляна) — село в Болгарии. Находится в Смолянской области, входит в общину Мадан. Население составляет 411 человек.

## Политическая ситуация
В местном кметстве Букова-Поляна, в состав которого входит Букова-Поляна, должность кмета (старосты) исполняет Ахмед  Заимов Ахмедов (независимый) по результатам выборов.
Кмет (мэр) общины Мадан — Атанас Александров Иванов (Болгарская социалистическая партия (БСП))по результатам выборов.